# Paratylopus
Il paratilopodo (gen. Paratylopus) è un mammifero artiodattilo estinto, appartenente ai camelidi. Visse tra l'Eocene superiore e l'Oligocene inferiore (circa 35 - 29 milioni di anni fa) e i suoi resti fossili sono stati ritrovati in Nordamerica. 

## Descrizione
Questo animale era vagamente simile a un odierno lama, anche se di dimensioni molto minori: la lunghezza dell'intero animale adulto doveva superare di poco il metro. La forma generale del corpo, in ogni caso, aveva già acquisito l'aspetto "cameloide", con lunghe zampe snelle, un collo lungo e un cranio dal muso allungato. 
Gli incisivi superiori erano separati (i primi erano molto piccoli) e i canini erano sottili. Era presente un diastema tra il primo premolare superiore e il canino, così come tra il primo e il secondo premolare; quest'ultimo era lungo e tagliente. I molari erano a corona bassa (brachidonti), più sviluppati in larghezza rispetto a quelli dell'assai simile Poebrotherium, e possedevano tubercoli esterni ancora abbastanza conici. 

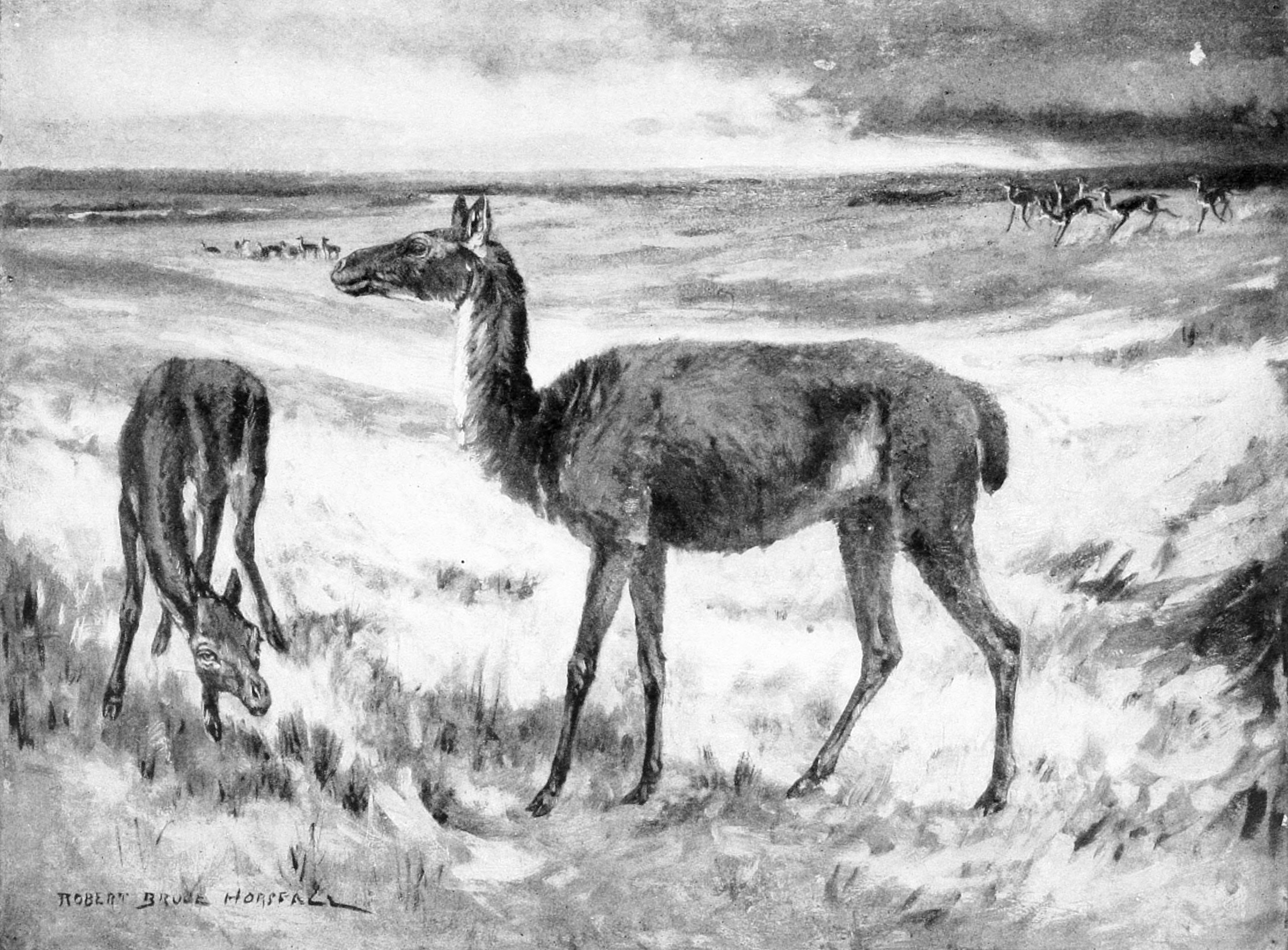
Ricostruzione di Paratylopus labiatum

In generale, le zampe erano gracili e snelle, ed erano particolarmente allungate. I metapodi erano separati ma allungati. Era presente ancora una diafisi per il perone. 

## Classificazione
Il genere Paratylopus venne descritto per la prima volta nel 1904 da William Diller Matthew, sulla base di resti fossili ritrovati in terreni dell'Oligocene inferiore della Dakota del Sud; la specie tipo è Paratylopus primaevus, ma a questo genere sono state attribuite anche le specie P. wortmani, P. cameloides e P. labiatum. Quest'ultima specie, molto ben conosciuta per resti fossili completi rinvenuti in Colorado, Nebraska, South Dakota e Wyoming, era precedentemente attribuita a Poebrotherium. 

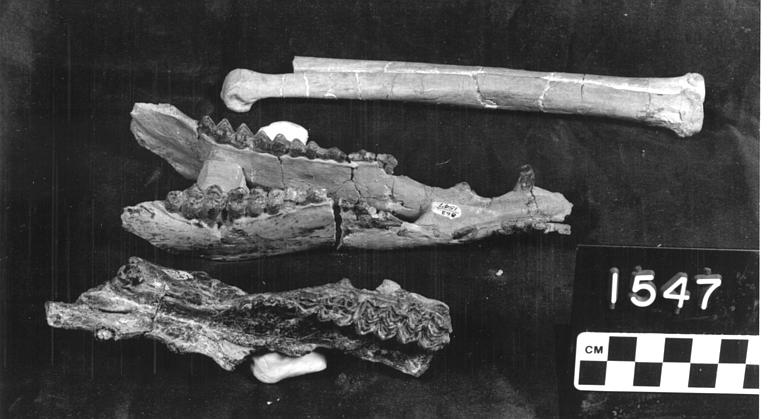
Fossili di Paratylopus cameloides

Paratylopus è considerato un rappresentante arcaico dei camelidi, ed è possibile che fosse ancestrale alla linea evolutiva dei cammelli-giraffa (Oxydactylus e Aepycamelus).